# Il medioevo prossimo venturo
Il medioevo prossimo venturo (sottotitolo: La degradazione dei grandi sistemi) è un saggio dell'ingegnere e scrittore Roberto Vacca edito per la prima volta nel 1971.

## Descrizione
Il volume, destinato al grande pubblico, vide un ampio successo in termini di copie vendute e di influenza nel dibattito su tematiche tecnologiche ed ambientali. Esso, basato sul lavoro del Club di Roma, descrive uno scenario futuro caratterizzato da una regressione della specie umana ad un livello pre-tecnologico, in un contesto basato sulla povertà e la lotta per la sopravvivenza. Il libro rimane un classico nel suo ambito e pone domande spesso ancora attuali.

## Opere successive sullo stesso argomento
- L'autore ha pubblicato del saggio anche una versione in forma di romanzo, La morte di Megalopoli (1974).
- L'autore ha pubblicato Rinascimento prossimo venturo (1986), dove è ipotizzata un'epoca di rinascita successiva al Medioevo del libro precedente.

## Influenza
- Al saggio è ispirato il concept album e spettacolo teatrale multimediale Mégalopolis di Herbert Pagani[3].

## Edizioni
- Roberto Vacca, Il medioevo prossimo venturo, collana Saggi, Milano, Mondadori, 1973.
- (EN) Roberto Vacca, The coming dark age., Anchor Press, 1974, ISBN 9780385004978.
- Roberto Vacca, Il medioevo prossimo venturo, collana Oscar bestsellers, Milano, Mondadori, 1995, ISBN 9788804401384.

Nota all'edizione italiana: il libro, disponibile in edizione elettronica, aggiunge, dopo ciascun capitolo, delle note retrospettive (giugno 2000).